# Status of forces-akkoord

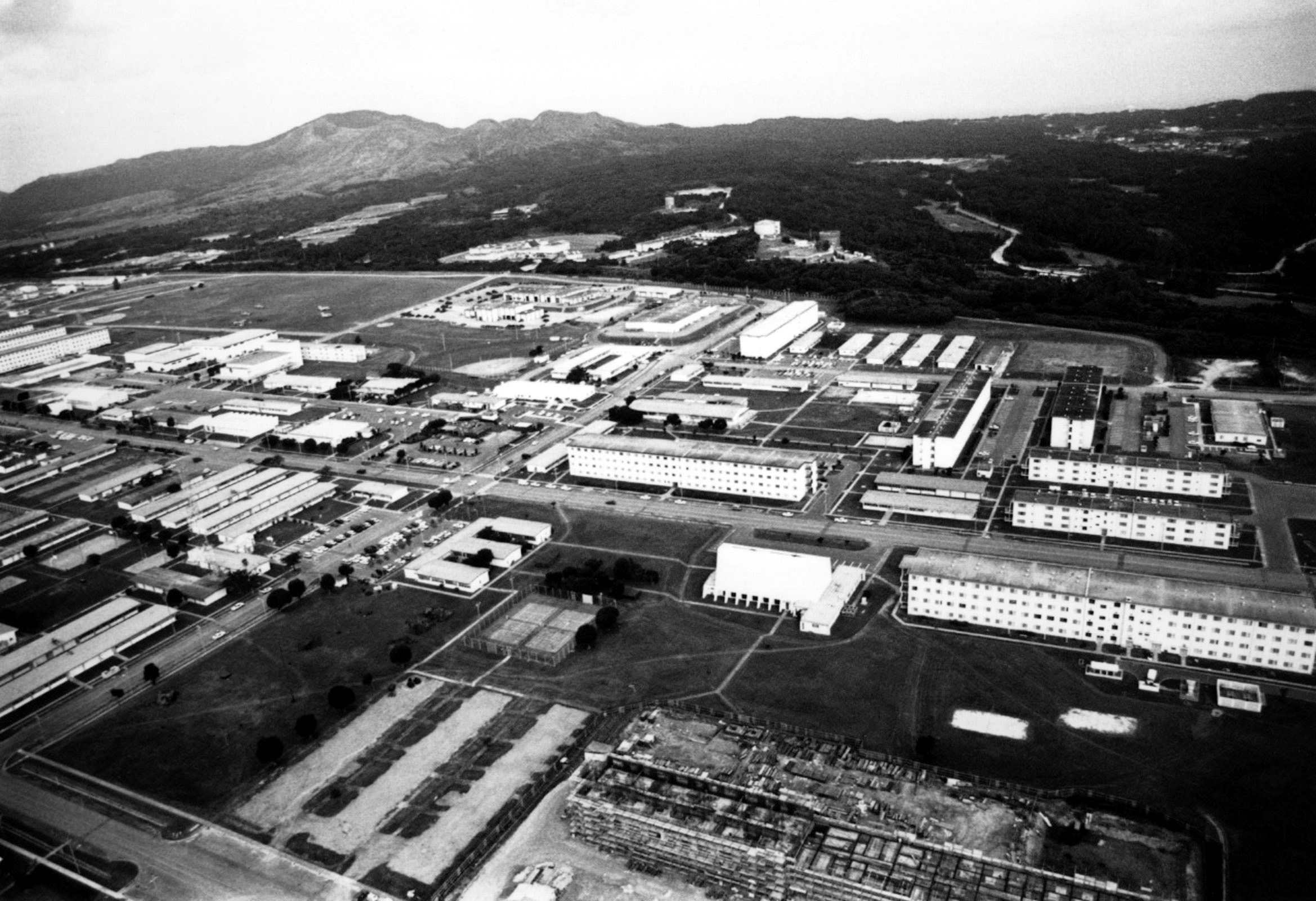
Een Amerikaanse basis op het Japanse eiland Okinawa anno 1996.

Een status of forces-akkoord (SOFA) is een akkoord tussen een land en een ander land dat
strijdkrachten in dat land wil stationeren. Het legt de juridische status van de buitenlandse militairen en eigendommen in het andere land vast. Het akkoord kan de jurisdictie, de uniform- en wapendracht, belastingen en douane, toegang en vertrek van het grondgebied en schade-eisen regelen.

## Voorbeelden
De Verenigde Naties sluiten een status of forces-akkoord met een land waar ze een VN-vredesmacht heen sturen, net als de NAVO.
De Sovjet-Unie had SOFA's met de meeste van haar satellietstaten. In 2005 sloten Rusland en de NAVO ook een dergelijk akkoord.
De Verenigde Staten hebben de grootste militaire aanwezigheid buiten eigen land en hebben daarom ook de meeste SOFA's. Ze hebben er een met meer dan 90 landen, zo onder meer met Japan en Irak.